# 血氣方剛
血氣方剛，是日本純種競賽馬匹。生涯活躍於泥地賽事，曾勝出柏市紀念、櫻桃紀念及群馬紀念，而在早期出戰草地賽事時亦勝出過兜山紀念。而在其勝出過的分級賽中，除了柏市紀念外，其餘賽事均在翌年因不同原因廢止，令其成為了三項分級賽的末代冠軍，亦因此被稱為賽事殺手（競走キラー）。

## 出賽前
1999年3月13日出生於北海道靜內町（今新日高町）千代田牧場，成長途中被馬主村木篤購入。
其後交由美浦訓練中心練馬師增澤末夫訓練。

## 競賽生涯

### 3歲
2002年1月7日出戰東京競馬場3歲新馬戰，保持於先頭第五的位置下在直路迅速上前，最終輕鬆超越對手取得勝利。
其後出戰三級賽共同通信盃，雖然比賽途中由中團位置變奏上前，但最終在直路上未能維持走勢墮退，以第九的戰績落敗。
完成共同通信盃後，其轉往條件戰級別的賽事作戰，然而於年間僅能勝出夏木立賞。

### 4歲
2003年年初出戰早鞆特別成功在直路早早拉開對手取勝，雖然其後在關門橋錦標以第九大敗，但在金蹄錦標中成功回復狀態取得勝利。
4月27日重返分級賽挑戰兜山紀念，本次比賽以前置方式展開，於彎道處開始發力慘找位置。進入直路後，其繼續於前方以不俗的步伐堅守位置，最終成功抵擋後方Takehana Opera的壓力取得首個分級賽勝利。
6月上旬以愛知盃作為目標，雖然本次比賽以不俗的節奏維持於先頭位置，但於直路上逐漸被其他對手壓過，最終以第六落敗。
休養過後再度轉往條件戰時候經已勝出過的泥地賽事，於上山競馬場出戰櫻桃紀念。比賽開始後，其稍為放緩速度下於第七左右的位置起步，但於對面直路末段稍為發力下逐步上前，於最後彎道經已處於第三。進入直路後，其選擇在中內欄位置繼續推進以迫近前方的領放馬Biwa Shinseiki，最終戰術成功下以1 1/2馬位優勢取得勝利。
11月上旬以武藏野錦標作為目標，但本次比賽未能在直路上收窄和其他賽駒的距離，最終僅跑獲第五的戰績。
3個星期後再度前往地方出戰彩之國浦和紀念，本次比賽處於先頭位置展開推進下，在第四彎道處逐步發力迫近前方。進入直路後，其仍然維持剛才的走勢展開追擊並跑出全長最快末腳，但仍然無法越過領放馬Preeminence以頸位差距被對手擊敗。
短暫調整後再於12月中旬出戰栃木七葉樹盃，保持於先頭位置下一直在約莫第三、四左右的位置推進，進入直路後亦能展開不俗的衝刺，但最終未能迫近變奏上前的Biwa Shinseiki被對手擊敗取得第二。

### 5歲
2004年以二月錦標作為首戰，然而於直路上一直未能由中團位置加速上前，最終以第十一的戰績大敗。
其後以群馬錦標作為目標，選擇於先頭位置展開推進下於對面直路逐步貼近領放馬，並於直路初段經已取得領先，最終亦能維持走勢力距Precise Machine的來襲，拉開對手2 1/2馬位率先衝線奪冠。
然而其後出戰公開賽櫸錦標以第十落敗，回歸草地出戰葉森盃更以包尾第十八慘敗。
夏季繼續出戰各項賽事，於七夕賞上其以不俗的反應搶佔先頭位置逐步推進，雖然在直路上展現出爆發力一度衝出領先，但最終仍然被Cheers Brightly壓贏下以第二落敗。
9月返回泥地戰線以埼玉盃作為目標，本次比賽維持於後方位置下於對面直路初段經已逐步變奏上前，但在直路上仍然未能阻止透出的Rocky Appeal，最終被對手以頸位擊敗。
3星期後出戰日本電視盃，比賽初段順利佔據位置下保持在第三左右，然而於比賽途中一直未能壓制前方的Nike a Delight及三雄判令，最終敗於兩駒下以第三完賽。
年末選擇以師走錦標作為收官之戰，雖然於比賽途中保持較為穩定的節奏留存體力，但於直路上未能爆發速度上前，最終以第五完賽。

### 6歲
2005年首戰返回草地中山金盃，然而於直路上完全未有任何加速的跡象，最終以尾二第十四大敗。
其後雖然返回泥地賽事並在根岸錦標中稍為回復狀態跑獲第四，但於正賽二月錦標時再度失準，失速之下以第七完賽。
2星期後隨即出戰名古屋大賞典，本次比賽採取較為主動的方式保持在前方位置，可惜受到緊密賽程的影響下未能最大程度維持走勢，最終敗於Koolinger及Le Mars Girl取得第三。
休養過後在5月以柏市紀念作為目標，賽前取得第五人氣的支持。比賽開始後，其迅速搶佔位置保持在第三左右，但在通過第一彎道進入對面直路時稍為墮後至第六，直至第三彎道才重新上前取位。進入直路後，其在中檔位置展現不俗的反應，開始展步加速下取得優勢，最終成功阻止時間悖論的追擊以1馬位率先衝前，贏得時隔2年的勝利之餘亦取得首個一級賽冠軍。

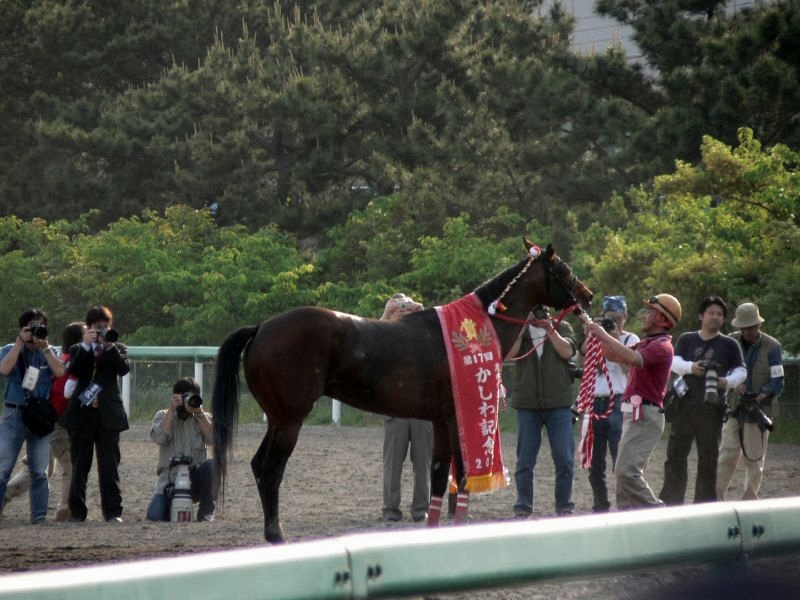
柏市紀念頒獎儀式

2星期後原定繼續出戰埼玉盃，但出現明顯的疲倦下陣營決定安排其退賽休養。
6月下旬返回賽場出戰帝王賞，本次比賽仍然選擇以前置戰術作為主軸，在第四彎道處逐步透出下進入望空的狀態。進入直路後，其嘗試於前方堅守自身的優勢，可惜在中後段勢頭不給時間悖論下被對手超越，最終取得一席亞軍。
賽後，陣營考慮其上半年過於頻密的賽程，決定安排其進入休養。

### 7歲
經歷近1年的休養後在2006年埼玉盃復出，比賽初段在第四的位置展開推進下於對面直路中段開始上前，進入第三彎道前經已取得領先。然而進入直路後，其未能保持自身的走勢逐漸力弱，最終被Agnes Jedi及Don Cool超越下以第三完賽。
埼玉盃賽後，其再度進入休養。

### 8歲
2007年於4月復出出戰天蠍錦標，然而於其中以第十二大敗。
其後繼續出戰其他賽事，但除了在7月的水星盃取得第五外，其餘賽事均以兩位數名次作結。
以於上述的水星盃結束後，陣營因應其年齡狀態，決定安排其退役。

### 詳細戰績
| 日期       | 舉辦國家 | 馬場   | 距離   | 級別     | 賽事名稱       | 負重 | 騎師     | 馬號 | 出馬 | 名次 | 時間   | 頭馬（二馬）        |
| ---------- | -------- | ------ | ------ | -------- | -------------- | ---- | -------- | ---- | ---- | ---- | ------ | ------------------- |
| 7/1/2002   | 日本     | 東京   | 泥1600 |          | 3歲新馬        | 55   | 江田照男 | 14   | 16   | 1    | 1:40.6 | （Ladyship）        |
| 3/2/2002   | 日本     | 東京   | 草1800 | GIII     | 共同通信盃     | 55   | 北村宏司 | 13   | 14   | 9    | 1:51.4 | Cheers Stark        |
| 16/2/2002  | 日本     | 東京   | 草1400 |          | 春菜賞         | 55   | 小野次郎 | 2    | 14   | 3    | 1:22.7 | Mega Bucks          |
| 11/5/2002  | 日本     | 東京   | 草1800 |          | 夏木立賞       | 55   | 江田照男 | 3    | 13   | 1    | 1:49.6 | （Bristol Paris）   |
| 9/6/2002   | 日本     | 東京   | 草1600 |          | 雪絨花錦標     | 55   | 江田照男 | 13   | 18   | 16   | 1:37.3 | True Surpass        |
| 6/10/2002  | 日本     | 中山   | 草1600 |          | 上總特別       | 53   | 福永祐一 | 9    | 14   | 7    | 1:34.4 | What a Reason       |
| 26/10/2002 | 日本     | 中山   | 草1600 |          | 紅葉特別       | 55   | 松永幹夫 | 8    | 16   | 7    | 1:34.5 | Leo Windsor         |
| 9/11/2002  | 日本     | 中山   | 草1600 |          | 水鄉特別       | 55   | 菊澤隆德 | 7    | 16   | 8    | 1:32.8 | Midtown             |
| 15/12/2002 | 日本     | 中京   | 草1800 |          | 長篠特別       | 55   | 高橋亮   | 1    | 9    | 6    | 1:48.6 | Lord Grandis        |
| 19/1/2003  | 日本     | 小倉   | 泥1700 |          | 早鞆特別       | 54   | 鈴來直人 | 13   | 15   | 1    | 1:47.7 | （Side by Side）    |
| 26/1/2003  | 日本     | 小倉   | 草2000 |          | 關門橋錦標     | 56   | 鈴來直人 | 10   | 13   | 9    | 2:03.9 | Yellow Voice        |
| 8/2/2003   | 日本     | 中山   | 泥1800 |          | 金蹄錦標       | 56   | 勝浦正樹 | 8    | 16   | 1    | 1:54.5 | （Bakushin Hero）   |
| 27/4/2003  | 日本     | 福島   | 草1800 | GIII     | 兜山紀念       | 56   | 二本柳壯 | 7    | 13   | 1    | 1:48.1 | （Takehana Opera）  |
| 8/6/2003   | 日本     | 中京   | 草2000 | GIII     | 愛知盃         | 56   | 二本柳壯 | 1    | 9    | 6    | 2:00.6 | Kazeni Fukarete     |
| 30/9/2003  | 日本     | 上山   | 泥1800 | 地方GIII | 櫻桃紀念       | 57   | 武豐     | 2    | 12   | 1    | 1:55.9 | （Biwa Shinseiki）  |
| 1/11/2003  | 日本     | 東京   | 泥1600 | GIII     | 武藏野錦標     | 57   | 二本柳壯 | 7    | 16   | 5    | 1:37.2 | Silent Deal         |
| 20/11/2003 | 日本     | 浦和   | 泥2000 | 地方GII  | 彩之國浦和紀念 | 56   | 武豐     | 6    | 11   | 2    | 2:05.6 | Preeminence         |
| 9/12/2003  | 日本     | 宇都宮 | 泥1400 | 地方GIII | 栃木七葉樹盃   | 57   | 安藤勝己 | 1    | 12   | 2    | 1:27.0 | Biwa Shinseiki      |
| 22/2/2004  | 日本     | 東京   | 泥1600 | GI       | 二月錦標       | 57   | 横山典弘 | 14   | 16   | 11   | 1:37.8 | 尊師重道            |
| 5/5/2004   | 日本     | 高崎   | 泥1500 | 地方GIII | 群馬紀念       | 57   | 北村宏司 | 11   | 12   | 1    | 1:32.2 | （Precise Machine） |
| 29/5/2004  | 日本     | 東京   | 泥1400 | OP       | 櫸錦標         | 58   | 北村宏司 | 7    | 15   | 10   | 1:23.9 | Ekolu Place         |
| 13/6/2004  | 日本     | 東京   | 草1800 | GIII     | 葉森盃         | 57   | 北村宏司 | 6    | 18   | 18   | 1:49.1 | Meiner Amundsen     |
| 11/7/2004  | 日本     | 福島   | 草2000 | GIII     | 七夕賞         | 56   | 岡部幸雄 | 3    | 10   | 2    | 2:01.7 | Cheers Brightly     |
| 8/9/2004   | 日本     | 浦和   | 泥1400 | 地方GIII | 埼玉盃         | 57   | 北村宏司 | 8    | 11   | 2    | 1:25.5 | Rocky Appeal        |
| 23/9/2004  | 日本     | 船橋   | 泥1800 | 地方GII  | 日本電視盃     | 56   | 北村宏司 | 7    | 10   | 3    | 1:50.7 | Nike a Delight      |
| 11/12/2004 | 日本     | 中山   | 泥1800 | OP       | 師走錦標       | 59   | 北村宏司 | 10   | 12   | 5    | 1:53.1 | Hishi Atlas         |
| 5/1/2005   | 日本     | 中山   | 草2000 | GIII     | 中山金盃       | 56   | 柴田善臣 | 10   | 15   | 14   | 2:00.4 | Craft Work          |
| 29/1/2005  | 日本     | 東京   | 泥1400 | GIII     | 根岸錦標       | 57   | 北村宏司 | 5    | 16   | 4    | 1:24.3 | 名將球手            |
| 20/2/2006  | 日本     | 東京   | 泥1600 | GI       | 二月錦標       | 57   | 北村宏司 | 1    | 15   | 7    | 1:35.3 | 名將球手            |
| 2/3/2006   | 日本     | 名古屋 | 泥1900 | 地方GIII | 名古屋大賞典   | 57   | 北村宏司 | 12   | 12   | 3    | 2:01.6 | Koolinger           |
| 5/5/2006   | 日本     | 船橋   | 泥1600 | 地方GI   | 柏市紀念       | 57   | 內田博幸 | 4    | 10   | 1    | 1:37.9 | （時間悖論）        |
| 18/5/2006  | 日本     | 浦和   | 泥1400 | 地方GIII | 埼玉盃         | 59   | 內田博幸 | 4    | 11   | 退賽 | 退賽   | Nihon Pillow Cert   |
| 29/6/2006  | 日本     | 大井   | 泥2000 | 地方GI   | 帝王賞         | 57   | 內田博幸 | 9    | 13   | 2    | 2:03.7 | 時間悖論            |
| 31/5/2006  | 日本     | 浦和   | 泥1400 | 地方GIII | 埼玉盃         | 59   | 北村宏司 | 6    | 12   | 3    | 1:26.5 | Agnes Jedi          |
| 22/4/2007  | 日本     | 京都   | 泥1800 | GIII     | 天蠍錦標       | 58   | 川田將雅 | 11   | 16   | 12   | 1:52.4 | Wild Wonder         |
| 6/5/2007   | 日本     | 東京   | 泥1600 | OP       | 綠洲錦標       | 58   | 北村宏司 | 15   | 16   | 11   | 1:37.0 | Hyblon              |
| 30/5/2007  | 日本     | 浦和   | 泥1400 | JpnIII   | 埼玉盃         | 59   | 北村宏司 | 12   | 12   | 10   | 1:27.4 | Meisho Battler      |
| 8/7/2007   | 日本     | 福島   | 草2000 | GIII     | 七夕賞         | 56   | 北村宏司 | 6    | 16   | 14   | 2:02.3 | San Valentin        |
| 16/7/2007  | 日本     | 盛岡   | 泥2000 | JpnIII   | 水星盃         | 59   | 北村宏司 | 6    | 14   | 5    | 2:06.0 | Sherbet Tone        |

## 退役後
退役後，血氣方剛並未入種，而是於東京都世田谷區馬事公苑休養，在2007年作為乘騎馬使用。
2011年年初，其被轉移至福島縣南相馬市大瀧馬事苑，以功勞馬身份進行養老生活，但因受到東日本大震災影響下在3月28日被送往滋賀縣牛久市一個馬匹花園避難。
2012年3月，其再度轉移陣地，落戶同市的常總馬匹公園繼續進行養老生活。

## 血統簡介
父系東海帝皇爲日本賽駒，生涯戰績優秀，除於1992年以無敗姿態奪得皋月賞及東京優駿（日本打吡）外，亦於1993年及1994年分別贏得日本盃及有馬紀念。祖父魯鐸象徵爲日本賽駒，生涯戰績極爲優秀，不但爲日本賽馬史上第四匹三冠馬，更爲第一匹無敗三冠馬，因其成就而被馬迷稱爲「皇帝」。
母系Wipe the Eye為美國生產的日本賽駒，生涯僅勝出新馬戰。外祖父雷谷爲美國賽駒，生涯戰績彪炳，曾勝出包括育馬者盃短途大賽、大都會讓賽、卡達讓賽等七項一級賽。

### 血統表
| 父線：巴索隆系（Tourbillon系）       |                              |              |                |
| 種馬 東海帝皇 1988年（棗色）         | 魯鐸象徵 1981年（棗色）      | 巴索隆       | Milesian       |
| 種馬 東海帝皇 1988年（棗色）         | 魯鐸象徵 1981年（棗色）      | 巴索隆       | Paleo          |
| 種馬 東海帝皇 1988年（棗色）         | 魯鐸象徵 1981年（棗色）      | Sweet Luna   | 速度象徵       |
| 種馬 東海帝皇 1988年（棗色）         | 魯鐸象徵 1981年（棗色）      | Sweet Luna   | Dance Time     |
| 種馬 東海帝皇 1988年（棗色）         | Tokai Natural 1982年（棗色） | Nice Dancer  | 北地舞人       |
| 種馬 東海帝皇 1988年（棗色）         | Tokai Natural 1982年（棗色） | Nice Dancer  | Nice Princess  |
| 種馬 東海帝皇 1988年（棗色）         | Tokai Natural 1982年（棗色） | Tokai Midori | Faberge        |
| 種馬 東海帝皇 1988年（棗色）         | Tokai Natural 1982年（棗色） | Tokai Midori | Tokai Queen    |
| 繁殖雌馬 Wipe the Eye 1991年（棗色） | 雷谷 1984年（棗色）          | 淘金者       | Raise a Native |
| 繁殖雌馬 Wipe the Eye 1991年（棗色） | 雷谷 1984年（棗色）          | 淘金者       | Gold Digger    |
| 繁殖雌馬 Wipe the Eye 1991年（棗色） | 雷谷 1984年（棗色）          | Jameela      | Rambunctiou    |
| 繁殖雌馬 Wipe the Eye 1991年（棗色） | 雷谷 1984年（棗色）          | Jameela      | Asbury Mary    |
| 繁殖雌馬 Wipe the Eye 1991年（棗色） | Irlanda 1981（棗色）         | Tom Rolfe    | 里博           |
| 繁殖雌馬 Wipe the Eye 1991年（棗色） | Irlanda 1981（棗色）         | Tom Rolfe    | {{{mmfm}}}     |
| 繁殖雌馬 Wipe the Eye 1991年（棗色） | Irlanda 1981（棗色）         | Continuation | Forli          |
| 繁殖雌馬 Wipe the Eye 1991年（棗色） | Irlanda 1981（棗色）         | Continuation | Continue       |
| 雌系：號族：1-n                      |                              |              |                |
| 五代內近親交配：無                   |                              |              |                |

## 命名由來
名字Strong Blood（ストロングブラッド）意思為：「強大的血脈」，亦有「血脈賁張」的意思，香港稍作修飾，翻譯為「血氣方剛」。

## 外部連結
- 血氣方剛 netkeiba.com
- 血統表